# Braunsbedra
Braunsbedra er en by i Saalekreis i den tyske delstat Sachsen-Anhalt, som er opstået ved en sammenlægning af de to steder Bedra og Braunsdorf. Byen er beliggende ca. 11 km sydvest for Merseburg i  Østtyskland.

## Geografi
Braunsbedra ligger ca. 25 km syd for Halle og ca. 35 km vest for Leipzig. Ved Braunsbedra er der dannet en kunstig sø, som både er den største sø i Sachsen-Anhalt og den største kunstige sø i Tyskland. Søen, Geiseltalsee, er dannet ved oversvømmelse af tidligere brunkulslejre og -mineområder og har en vandoverflade på 1840 ha med 423 millioner m3 vand, en kyst på 41 km og en vanddybde op til 78 m. Oversvømmelsen blev påbegyndt 30. juni 2003 og var færdig d. 29. april 2011. Rundt om søen er der anlagt eller planlagt havne, campingpladser, strande og rekreative områder, som basis for  et maritimt turistområde.

### Bydele og landsbyer
| Landsby     | Areal i km² | Indbyggere | Bydele                                                              |  |
| ----------- | ----------- | ---------- | ------------------------------------------------------------------- |  |
| Braunsbedra | 29,4        | 6.381      | Bedra, Blösien-West, Braunsbedra, Neumark, Neumark-Nord og Schortau |  |
| Frankleben  | 11,3        | 1.691      | Reipisch und Frankleben                                             |  |
| Großkayna   | 9,2         | 1.285      | Großkayna                                                           |  |
| Krumpa      | 14,2        | 1.208      | Krumpa                                                              |  |
| Roßbach     | 10,2        | 1.754      | Leiha, Lunstädt, Roßbach og Roßbach-Süd                             |  |

## Historie
I et kirkeskrift fra 881-899 bliver Braunsdorf, Bedra og Schortau for første gang opført som tiendepligtige landsbyer.
Slaget ved Roßbach fandt sted 5. november 1757 i landsbyen Roßbach under syvårskrigen. Roßbach er  indlemmet i Braunsbedra.
Kirken i den lille landsby Neumark blev ødelagt under et luftangreb i 1944, og i 1950'erne blev ruinerne revet ned.
Benndorf havde en romansk kirke, der blev ødelagt under luftangreb i 1944. Ruinerne blev indrettet til en sommerkirke, som blev benyttet indtil den blev revet ned i 1955 sammen med hele bydelen for at gøre plads til en åben brunkulsmine.
Geiselröhlitz havde en romansk kirke af stenmurværk. Den blev ødelagt i 1944 under et luftangreb, hvor også det barokke alter, prædikestolen og orgelet blev ødelagt. I 1950 blev kirken genopbygget med dele af den ødelagte Neumark kirke og revet ned i 1964 pga. brunkulsminedriften. Herregården i landsbyen blev også ramt af bombeattentater i 1944 og ruinerne blev fjernet 1964.
Kulminedriften i området, som første gang nævnes i 1698, blev endeligt nedlagt 30. juni 1993. De gamle kulmineområder blevet oversvømmet, og området har nu Tysklands største kunstige sø, Geiseltalsee.
1. juli 1950 blev Schortau indlemmet i Braunsbedra. I 1962 fulgte Neumark med bydelene Benndorf og Wernsdorf. I 2004 blev Frankleben med bydelen Reipisch samt Großkayna og Roßbach med bydelene Leiha og Lunstädt indlemmet i byen, og i 2007 blev også den tidligere kommune Krumpa indlemmet.

## Politik

### Byråd
Byrådet har 28 rådsmedlemmer og en borgmester. Efter kommunalvalget 13. juni 2004 var pladserne fordelt således:
- CDU: 18 pladser
- Die Linke: 4 pladser
- SPD: 3 pladser
- SVF/RHV: 2 pladser
- BWG: 1 plads